# The First Purge
The First Purge (bra: A Primeira Noite de Crime; prt: A Primeira Purga) é um filme americano de terror e ação, dirigido por Gerard McMurray e escrito por James DeMonaco. É uma pré-sequência do filme The Purge de 2013 é o quarto (Cronologicamente, o primeiro) da franquia The Purge. O filme é estrelado por Y'Lan Noel, Lex Scott Davis, Joivan Wade, Luna Lauren Vélez e Marisa Tomei.
The First Purge foi lançado em 4 de julho de 2018, pela Universal Pictures, arrecadou mais de US$ 111 milhões e, como seus antecessores, recebeu críticas mistas dos críticos.

## Sinopse
Para empurrar a taxa de criminalidade abaixo de um por cento para o resto do ano, os Novos Pais Fundadores da América (NFFA) testam uma teoria sociológica que expulsa a agressão por uma noite em uma comunidade isolada. Mas quando a violência dos opressores atinge a raiva dos marginalizados, o contágio explodirá das fronteiras da cidade-teste e se espalhará pela nação.

## Elenco
- Y'Lan Noel como Dmitri
- Lex Scott Davis como Nya
- Joivan Wade como Isaiah[5]
- Mugga como Dolores
- Christian Robinson como Capital A
- Luna Lauren Velez como Luisa[5]
- Kristen Solis como Selina
- Patch Darragh como Arlo Sabian/Chefe de Gabinete
- Maria Rivera como Anna
- Chyna Layne como Elsa
- Siya como Blaise
- Marisa Tomei como como Dr. May Updale/The Architect[6]
- Melonie Diaz como Juani
- Mo McRae como 7 & 7
- Steve Harris como Freddy
- Rotimi Paul como Skeletor

## Produção
Em setembro de 2016, James DeMonaco, o criador da franquia, afirmou que o quarto filme seria uma pré-sequência da trilogia e mostraria como os Estados Unidos chegaram ao ponto de aceitar a Noite da Purgação. Em 17 de fevereiro de 2017, foi divulgado que DeMonaco havia anunciado oficialmente que uma quarta parcela da franquia The Purge e uma sequência do filme de 2016 The Purge: Election Year estava em desenvolvimento na Universal Studios. DeMonaco não voltaria como diretor, mas estaria escrevendo o roteiro, enquanto Jason Blum, da Blumhouse Productions e Michael Bay, Brad Fuller e Andrew Form, da Platinum Dunes, voltariam a produzir o filme com Sebastien Lemercier.
Em julho de 2017, o diretor do filme de Sundance Burning Sands, Gerard McMurray, foi contratado para dirigir o filme a partir do roteiro de DeMonaco.

### Escolha do elenco
Em 19 de setembro de 2017, os recém-chegados Y'lan Noel e Lex Scott Davis foram escalados para o filme como protagonistas, e o cenário foi anunciado como Staten Island.

### Filmagens
As filmagens começaram em meados de setembro de 2017 em Buffalo, Nova York. As filmagens foram encerradas em 8 de novembro de 2017.

### Música
Kevin Lax compôs a trilha sonora do filme, substituindo Nathan Whitehead. Back Lot Music lançou a trilha sonora.

## Recepção

### Bilheteria
Em 22 de julho de 2018, The First Purge arrecadou US$ 60,3 milhões nos Estados Unidos e no Canadá e US$ 36,6 milhões em outros territórios, totalizando US$ 96,9 milhões em todo o mundo, contra um orçamento de US$ 13 milhões.
Nos Estados Unidos e no Canadá, The First Purge foi lançado em 4 de julho de 2018 e foi projetado para arrecadar cerca de US$ 25 a US$ 36 milhões em 3.031 cinemas durante o fim de semana de abertura de cinco dias. O filme faturou US$ 9,3 milhões em seu primeiro dia, incluindo US$ 2,5 milhões de prévias na noite de terça-feira em 2.350 cinemas e US$ 4,6 milhões em seu segundo. Ele se abriu para US$ 17,2 milhões (e um total de cinco dias de US$ 31,1 milhões), terminando em quarto lugar nas bilheterias.